# Chair Airlines
Chair Airlines — швейцарська авіакомпанія, колишня Germania Flug, зі штаб-квартирою у Опфікон, Великий Цюрих та базою в аеропорту Цюриха.

## Історія

### Germania Flug
Авіакомпанія була заснована в серпні 2014 року кооперацією німецької авіакомпанії Germania (яка також надала свій корпоративний дизайн) та швейцарською турфірмою Hotelplan, з метою здійснення чартерних рейсів з використанням бренду HolidayJet.  Після першого рейсу 26 березня 2015 року, влітку 2015 та взимку 2015/2016, Germania Flug здійснював рейси з Цюриха до 17 курортів в Європі та Північній Африці.
Проте з листопада 2015 року Germania Flug припинила співпрацю з HolidayJet і з тих пір працює виключно під власною торговою маркою. Влітку 2016 року Germania Flug здійснювала регулярні рейси до аеропортів Європи, Туреччини, Лівану та Північної Африки. Крім того, під брендом Air Prishtina також здійснював рейси з Приштини та Скоп'є.

### Chair Airlines
Germania Flug не постраждала від банкрутства свого німецького акціонера Germania в лютому 2019 року, і продовжує свою діяльність під цією назвою. Незабаром після банкрутства Germania було оголошено, що всі акції, які раніше були у власності Germania, були продані компанії Albex Aviation, яка також є власником Air Prishtina. 11 червня 2019 року авіакомпанія зазнала ребрендінг на Chair Airlines.

## Напрямки
Станом на червень 2019 року, авіакомпанія під власною торговою маркою здійснює рейси до:
Болгарія
- Бургас (аеропорт) Сезонний

Хорватія
- Задар (аеропорт) Сезонний

Кіпр
- Ларнака (аеропорт) Сезонний

Єгипет
- Хургада (аеропорт)
- Марса-Алам (аеропорт)
- Шарм-ель-Шейх (аеропорт)

Франція
- Кальві (аеропорт) Сезонний

Греція
- Іракліон (аеропорт) Сезонний
- Кос (аеропорт) Сезонний
- Родос (аеропорт) Сезонний

Косово
- Приштина (аеропорт) Чартер

Ливан
- Бейрут (аеропорт)

Північна Македонія
- Скоп'є (аеропорт) Чартер
- Охрид (аеропорт) Чартер

Іспанія
- Гран-Канарія (аеропорт)
- Пальма-де-Мальорка (аеропорт) Сезонний

Швейцарія
- Цюрих (аеропорт) базовий

Туреччина
- Анталія (аеропорт) Сезонний

## Флот
Флот Chair Airlines на квітень 2019:
| Тип             | В дії | Замовлено | Пасажирів | Примітки        |
| --------------- | ----- | --------- | --------- | --------------- |
| Airbus A319-100 | 3     | —         | 150       |                 |
| Airbus A320neo  | —     | 3         | —         | В роботу з 2020 |
| Загалом         | 3     | 3         |           |                 |